# Кіко Феменія
Франсіско «Кіко» Феменія Фар (ісп. Francisco Femenía, нар. 2 лютого 1991, Санет-і-Негральс) — іспанський футболіст, півзахисник клубу «Вільярреал».
Виступав, зокрема, за клуби «Алавес» та «Вотфорд», а також молодіжну збірну Іспанії.

## Клубна кар'єра
Кіко Феменія народився 2 лютого 1991 року в місті Санет-і-Негральс на узбережжі Середземного моря в провінції Аліканте. Вихованець юнацьких команд футбольних клубів свого містечка, а потім і Аліканте. На одному з дитячих турнірів його пригледіли тренера з головного клубу провінції, тож уже з 2004 року він навчався в школі резерву клубу «Еркулес». Який і дав йому дорогу в дорослий футбол у 2008 році, зіграв за «Еркулес Б» в першому своєму сезоні 10 матчів чемпіонату. 
Того ж таки 2008 він уже грав у складі головної команди «Еркулеса». За три сезони, з 2018 по 2011 роки, він провів за команду 71 гру і став лідером колективу.
Відтак, кращі клуби Іспанії почали змагатися за перспективного юнака. І вже в 2011 році він дебютує в Каталонії за «Барселону Б», підписавши контракт з «гранатовими», які сплатили його клубу 2 мільйони доларів. За два сезони в клубі він провів 62 гри і забив 6 голів. В ці ж роки він яскраво проявив себе за молодіжні збірні країни, тому і був запрошений до столиці в кантеру королівського клубу. Та в стані дублерів королівського клубу, «Реал Мадрид Кастілья», Кіко Феменія провів лише 5 ігор, в сезоні  2013-2014 років.
Задля підтримування спортивної форми та амбіцій, Кіко Феменія переїхав в 2015 році до Алькоркона і почав виступати за місцевий однойменний клуб. Провівши 17 ігор, він своєю грою привернув увагу представників тренерського штабу клубу «Алавес», до складу якого приєднався в 2015 році. Відіграв за баскський клуб наступні два сезони своєї ігрової кар'єри. Більшість часу, проведеного у складі «Алавеса», був основним гравцем команди в 70 матчах.
Стабільність гри й чисельність матчів зацікавили скаутів англійського «Вотфорда», до якого він приєднався в 2017 році. Станом на 11 січня 2019 року відіграв за клуб з Вотфорда 33 матчі в національній першості.

## Виступи за збірні
2009 року дебютував у складі юнацької збірної Іспанії, взяв участь у 8 іграх на юнацькому рівні, відзначившись одним забитим голом.
2011 року залучався до складу молодіжної збірної Іспанії. На молодіжному рівні зіграв у 3 офіційних матчах.